# Reseda media
Reseda media es una planta de la familia de las resedáceas.

## Descripción
Es una planta anual o rara vez bienal. Tiene tallos de hasta 50 cm de altura, decumbentes, rara vez ascendentes. Las hojas son muy variables, generalmente pinnatífidas; las superiores con 1-5 pares de lóbulos. Brácteas persistentes. Pedicelos de hasta 8 mm en la fructificación. Sépalos de 3-4 x 0,75 mm, no o ligeramente acrescentes. Pétalos de c. 3 mm, blancos, desiguales; los posteriores con uña bien marcada y limbo apendiculado y multilobado. Androceo con 20 estambres. El fruto en cápsulas de 5-13 x 4-8 mm, de elípticas a subglobosas. Semillas de 2,25 x 1,5 mm, reniformes, tuberculadas, amarillentas, mates.  Florece de febrero a julio.

## Distribución y hábitat
Se encuentra sobre suelos arenosos húmedos, generalmente a altitudes inferiores a 500 m s. n. m. Se distribuye por el suroeste de Europa (península ibérica), Norte de África, Macaronesia (Azores, Madeira).

## Taxonomía
Reseda media fue descrita por Mariano Lagasca y publicado en Genera et species plantarum 17, en el año 1816.
Citología
Número de cromosomas de Reseda media (Fam. Resedaceae) y táxones infraespecíficos: 2n=12
Sinonimia
- Reseda macrosperma Rchb.
- Reseda phyteuma subsp. media (Lag.) Ball[4]

## Nombres comunes
- Castellano: gualdilla, gualdón, reseda silvestre.[5]